# Snake Spring
Snake Spring  è una township degli Stati Uniti d'America, nella contea di Bedford nello Stato della Pennsylvania. Secondo il censimento del 2000 la popolazione è di 1.482 abitanti.

## Società

### Evoluzione demografica
La composizione etnica vede una maggioranza della razza bianca (98,11%) seguita da quella asiatica (0,54%), dati del 2000.
| township di Snake Spring Popolazione |       |
| 2000                                 | 1.482 |
| Stima al 2009                        | 1.601 |